# Manuel de Muga i Toset
Manuel de Muga i Toset   (Barcelona, 1916 - Barcelona, 18 de juliol de 2006) va ser un editor especialitzat, de forma destacada, en llibres d'art i també en obra gràfica. Fou considerat el millor editor de monografies artístiques d'Europa.
Era fill de l'impressor Joan de Muga Resta, que havia fundat el 1910 el taller Polígrafa, on va començar a treballar-hi als 14 anys per la mort del seu pare. Després de la Guerra Civil, s'especialitzaria en la reproducció de material de temes artístics.
El 1961 inicia l'activitat editorial i crea Ediciones Polígrafa. El 1962 entra en relació amb Joan Prats, gran promotor artístic, amic íntim de Joan Miró i vinculat a nombrosos personatges destacats del món de l'art, qui cercava un impressor per a la col·lecció Fotoscop de Joaquím Gomis que fins aleshores havien produït en altres tallers. Això va representar, per a Manuel de Muga, un impuls radical en el coneixement personal i la relació professional amb reputats artistes locals i de fora. A més de l'edició impresa, el 1964 va iniciar l'aventura de Polígrafa Obra Gràfica, amb un aiguafort d'Antoni Tàpies. Tant Tàpies com Miró, Brossa o altres van fer amb ell alguns dels anomenats llibre d'artista.
Va publicar llibres d'art d'alta qualitat sobre la biografia i obra de Joan Miró, Antoni Tàpies, Ràfols-Casamada, Clavé, Francis Bacon, Christo i molts més. Va editar diverses de les obres que Josep Palau i Fabre va fer sobre Picasso, en particular Picasso a Espanya amb una edició multilingüe el 1966, publicada també en català el 1967, i una segona edició revisada i ampliada el 1975.
Fou membre del Patronat de la Fundació Joan Miró. El 23 de març de 1976 va inaugurar, conjuntament amb el seu fill Joan que en prenia la direcció, la Galeria Joan Prats en el local on aquest havia tingut la barreteria, a la Rambla de Catalunya, havent-se fet càrrec de la transformació del seu interior l'arquitecte Josep Lluís Sert. El 1992 va rebre la Creu de Sant Jordi.